# Gubernia połtawska

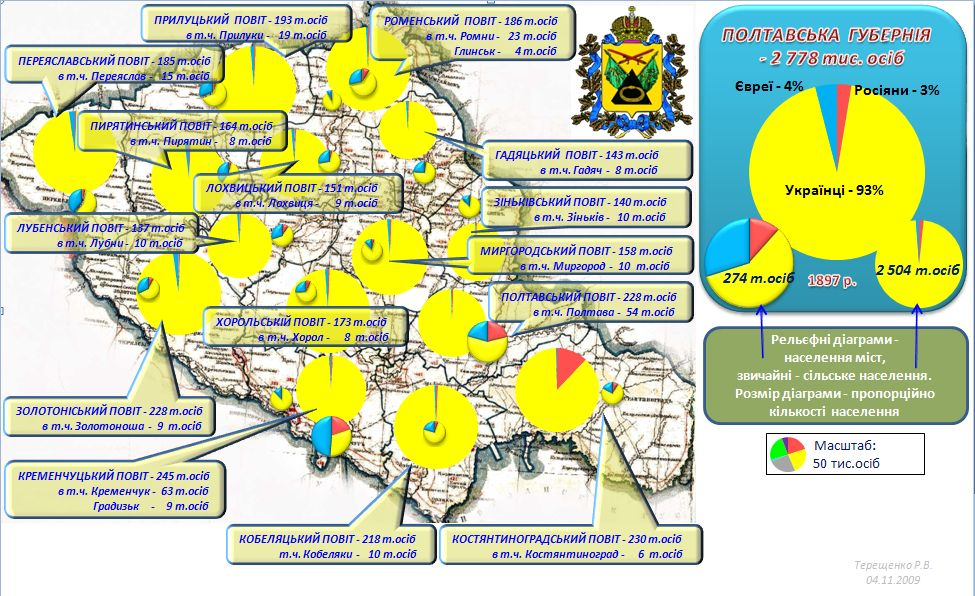
Mapa etnograficzna guberni połtawskiej według spisu 1897

Gubernia połtawska (ros. Полтавская губерния) – jednostka administracyjna Imperium Rosyjskiego, Ukraińskiej Republiki Ludowej, Państwa Ukraińskiego (Hetmanatu) i Ukraińskiej Socjalistycznej Republiki Radzieckiej w pierwszym kwartale XX wieku ze stolicą w Połtawie, utworzona w 1803 roku z podziału guberni małorosyjskiej na gubernię połtawską i czernihowską.
Położenie pomiędzy 51°8′ i 48°41′ szer. geogr. północnej 31°2′ i 36°03′ dł. geogr. wschodniej; powierzchnia 45 894 km².

## Demografia
Gubernia zamieszkana była w chwili utworzenia (w 1803) przez 1343 tys. osób, natomiast spis powszechny z roku 1897 wykazał 2 778 151, przy czym podział według języka deklarowanego jako ojczysty był następujący: ukraiński 2 583 133 (92,98%), jidysz 110 352 (3,97%), rosyjski 72 941 (2,63%), niemiecki 4579 (0,16%), polski 3891 (0,14%), białoruski 1344 (0,05%), inne1819 (0,07%), osoby, które nie zadeklarowały języka ojczystego 92 (<0,01%).

### Ludność w ujezdach według deklarowanego języka ojczystego 1897[2]
| Ujezd              | Ukraińcy | Żydzi | Rosjanie | Niemcy |
| ------------------ | -------- | ----- | -------- | ------ |
| Gubernia łącznie   | 93,0%    | 4,0%  | 2,6%     | …      |
| Hadziacki          | 96,9%    | 2,4%  | …        | …      |
| Zinkowski          | 98,1%    | 1,3%  | …        | …      |
| Zołotonoski        | 95,5%    | 3,4%  | …        | …      |
| Kobielacki         | 97,3%    | 1,6%  | …        | …      |
| Konstantynohradzki | 86,1%    | 11,8% | …        | 1,1%   |
| Krzemieńczucki     | 80,3%    | 13,1% | 5,5%     | …      |
| Łochwicki          | 95,8%    | 3,1%  | …        | …      |
| Łubieński          | 95,0%    | 3,3%  | 1,4%     | …      |
| Mirhorodzki        | 97,1%    | 1,9%  | …        | …      |
| Perejasławski      | 93,8%    | 5,3%  | …        | …      |
| Pyriatyński        | 95,2%    | 3,8%  | …        | …      |
| Połtawski          | 88,7%    | 5,1%  | 5,3%     | …      |
| Pryłucki           | 94,6%    | 4,3%  | …        | …      |
| Romeński           | 93,5%    | 4,2%  | 1,7%     | …      |
| Chorolski          | 96,7%    | 2,3%  | …        | …      |